# Gran Premi de l'Índia del 2011
El Gran Premi de l'Índia de Fórmula 1 de la temporada 2011 s'ha disputat al circuit de Buddh, del 28 al 30 d'octubre del 2011.

## Classificacions

### Resultats de la qualificació
| Pos                                   | No | Pilot              | Constructor          | Part 1   | Part 2   | Part 3      | Sortida |
| ------------------------------------- | -- | ------------------ | -------------------- | -------- | -------- | ----------- | ------- |
| 1                                     | 1  | Sebastian Vettel   | Red Bull-Renault     | 1:26.218 | 1:24.657 | 1:24.178    | 1       |
| 2                                     | 3  | Lewis Hamilton     | McLaren-Mercedes     | 1:26.563 | 1:25.019 | 1:24.474    | 51      |
| 3                                     | 2  | Mark Webber        | Red Bull-Renault     | 1:26.473 | 1:25.282 | 1:24.508    | 2       |
| 4                                     | 5  | Fernando Alonso    | Ferrari              | 1:26.774 | 1:25.158 | 1:24.519    | 3       |
| 5                                     | 4  | Jenson Button      | McLaren-Mercedes     | 1:26.225 | 1:25.299 | 1:24.950    | 4       |
| 6                                     | 6  | Felipe Massa       | Ferrari              | 1:27.012 | 1:25.522 | 1:25.122    | 6       |
| 7                                     | 8  | Nico Rosberg       | Mercedes             | 1:26.364 | 1:25.555 | 1:25.451    | 7       |
| 8                                     | 14 | Adrian Sutil       | Force India-Mercedes | 1:26.271 | 1:26.140 | Sense temps | 8       |
| 9                                     | 18 | Sébastien Buemi    | Toro Rosso-Ferrari   | 1:26.608 | 1:26.161 | Sense temps | 9       |
| 10                                    | 19 | Jaime Alguersuari  | Toro Rosso-Ferrari   | 1:26.557 | 1:26.319 | Sense temps | 10      |
| 11                                    | 10 | Vitali Petrov      | Renault              | 1:26.189 | 1:26.319 |             | 162     |
| 12                                    | 7  | Michael Schumacher | Mercedes             | 1:26.790 | 1:26.337 |             | 11      |
| 13                                    | 15 | Paul di Resta      | Force India-Mercedes | 1:26.864 | 1:26.503 |             | 12      |
| 14                                    | 12 | Pastor Maldonado   | Williams-Cosworth    | 1:26.829 | 1:26.537 |             | 13      |
| 15                                    | 9  | Bruno Senna        | Renault              | 1:26.766 | 1:26.651 |             | 14      |
| 16                                    | 11 | Rubens Barrichello | Williams-Cosworth    | 1:27.479 | 1:27.247 |             | 15      |
| 17                                    | 17 | Sergio Pérez       | Sauber-Ferrari       | 1:27.249 | 1:27.562 |             | 201     |
| 18                                    | 16 | Kamui Kobayashi    | Sauber-Ferrari       | 1:27.876 |          |             | 17      |
| 19                                    | 20 | Heikki Kovalainen  | Lotus-Renault        | 1:28.565 |          |             | 18      |
| 20                                    | 21 | Jarno Trulli       | Lotus-Renault        | 1:28.752 |          |             | 19      |
| 21                                    | 23 | Daniel Ricciardo   | HRT-Cosworth         | 1:30.216 |          |             | 233     |
| 22                                    | 22 | Narain Karthikeyan | HRT-Cosworth         | 1:30.238 |          |             | 244     |
| 23                                    | 25 | Jérôme d'Ambrosio  | Virgin-Cosworth      | 1:30.866 |          |             | 21      |
| Temps per la norma del 107%: 1:32.222 |    |                    |                      |          |          |             |         |
| 24                                    | 24 | Timo Glock         | Virgin-Cosworth      | 1:34.046 |          |             | 22      |

Notes
^1  – Lewis Hamilton i Sergio Pérez han estat penalitzats amb 3 llocs a la graella de sortida per ignorar les banderes grogues a la primera sessió d'entrenaments.
^2  – Vitali Petrov ha estat penalitzat amb 5 llocs a la graella de sortida pel seu incident amb Michael Schumacher al GP de Corea. Jaime Alguersuari i Petrov van obtenir un temps idèntic però Alguersuari va avançar cap la Q3 per haver aconseguit el seu temps 3 minuts abans que Petrov.
^3  – Daniel Ricciardo ha estat penalitzat amb 5 llocs a la graella de sortida per substituir la caixa de canvi.
^4  – Narain Karthikeyan ha estat penalitzat amb 5 llocs a la graella de sortida per obstaculitzar Michael Schumacher a la Q1.

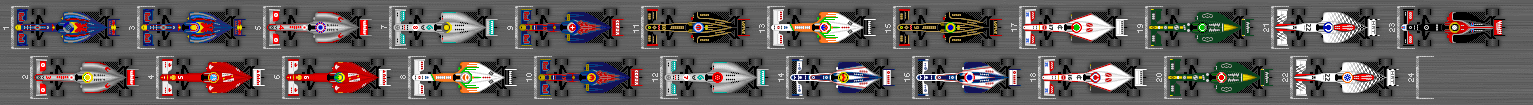
Graella de sortida després de la qualificació del GP.

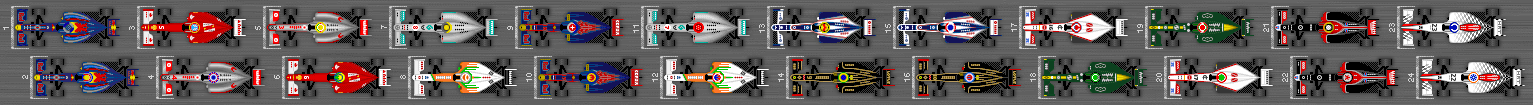
Graella de sortida del GP de l'Índia 2011.

### Cursa
| Pos | No | Pilot              | Constructor          | Voltes | Temps / Retirada | Pos.Sortida | Punts |
| --- | -- | ------------------ | -------------------- | ------ | ---------------- | ----------- | ----- |
| 1   | 1  | Sebastian Vettel   | Red Bull-Renault     | 60     | 1h 30' 35. 002   | 1           | 25    |
| 2   | 4  | Jenson Button      | McLaren-Mercedes     | 60     | + 8.433 s        | 4           | 18    |
| 3   | 5  | Fernando Alonso    | Ferrari              | 60     | + 24.301 s       | 3           | 15    |
| 4   | 2  | Mark Webber        | Red Bull-Renault     | 60     | + 25.529 s       | 2           | 12    |
| 5   | 7  | Michael Schumacher | Mercedes             | 60     | + 1' 05.421 min. | 11          | 10    |
| 6   | 8  | Nico Rosberg       | Mercedes             | 60     | + 1' 06.851 min. | 7           | 8     |
| 7   | 3  | Lewis Hamilton     | McLaren-Mercedes     | 60     | + 1' 24.183 min. | 5           | 6     |
| 8   | 19 | Jaime Alguersuari  | Toro Rosso-Ferrari   | 59     | + 1 Volta        | 10          | 4     |
| 9   | 14 | Adrian Sutil       | Force India-Mercedes | 59     | + 1 Volta        | 8           | 2     |
| 10  | 17 | Sergio Pérez       | Sauber-Ferrari       | 59     | + 1 Volta        | 20          | 1     |
| 11  | 10 | Vitali Petrov      | Renault              | 59     | + 1 Volta        | 16          |       |
| 12  | 9  | Bruno Senna        | Renault              | 59     | + 1 Volta        | 14          |       |
| 13  | 15 | Paul di Resta      | Force India-Mercedes | 59     | + 1 Volta        | 12          |       |
| 14  | 20 | Heikki Kovalainen  | Lotus-Renault        | 58     | + 2 Voltes       | 18          |       |
| 15  | 11 | Rubens Barrichello | Williams-Cosworth    | 58     | + 2 Voltes       | 15          |       |
| 16  | 25 | Jérôme d'Ambrosio  | Virgin-Cosworth      | 57     | + 3 Voltes       | 21          |       |
| 17  | 22 | Narain Karthikeyan | HRT-Cosworth         | 57     | + 3 Voltes       | 24          |       |
| 18  | 23 | Daniel Ricciardo   | HRT-Cosworth         | 57     | + 3 Voltes       | 23          |       |
| 19  | 21 | Jarno Trulli       | Lotus-Renault        | 55     | + 5 Voltes       | 19          |       |
| Ret | 6  | Felipe Massa       | Ferrari              | 32     | Suspensions      | 6           |       |
| Ret | 18 | Sébastien Buemi    | Toro Rosso-Ferrari   | 24     | Motor            | 9           |       |
| Ret | 12 | Pastor Maldonado   | Williams-Cosworth    | 12     | Caixa de canvis  | 13          |       |
| Ret | 24 | Timo Glock         | Virgin-Cosworth      | 2      | Col·lisió        | 22          |       |
| Ret | 16 | Kamui Kobayashi    | Sauber-Ferrari       | 0      | Col·lisió        | 17          |       |

### Classificació del mundial després de la cursa
| Pos | Pilot            | Punts |
| --- | ---------------- | ----- |
| 1   | Sebastian Vettel | 374   |
| 2   | Jenson Button    | 240   |
| 3   | Fernando Alonso  | 227   |
| 4   | Mark Webber      | 221   |
| 5   | Lewis Hamilton   | 202   |

| Pos | Constructor      | Punts |
| --- | ---------------- | ----- |
| 1   | Red Bull-Renault | 595   |
| 2   | McLaren-Mercedes | 442   |
| 3   | Ferrari          | 325   |
| 4   | Mercedes         | 145   |
| 5   | Renault          | 72    |

- Nota: Nomes s'inclouen els 5 primers de cada classificació. Per veure-la completa aneu a Temporada 2011 de Fórmula 1

## Altres
- Pole: Sebastian Vettel 1' 24. 178
- Volta ràpida: Sebastian Vettel 1' 27. 249 (a la volta 60)